# Ippolit Monighetti
Ippolit Antonovitch Monighetti (en russe : Ипполит Антонович Монигетти), né le 5 janvier 1819 à Moscou et mort le 10 mai 1878 à Saint-Pétersbourg, est un architecte russe d’origine suisse. Son père était un commerçant tessinois installé en Russie, sa mère, Vera Ivanovna Gornostaïeva, était russe. Il a travaillé surtout pour la maison Romanov.
Ippolit Monighetti a été l’élève d’Alexandre Brioullov.

## Galerie photographique

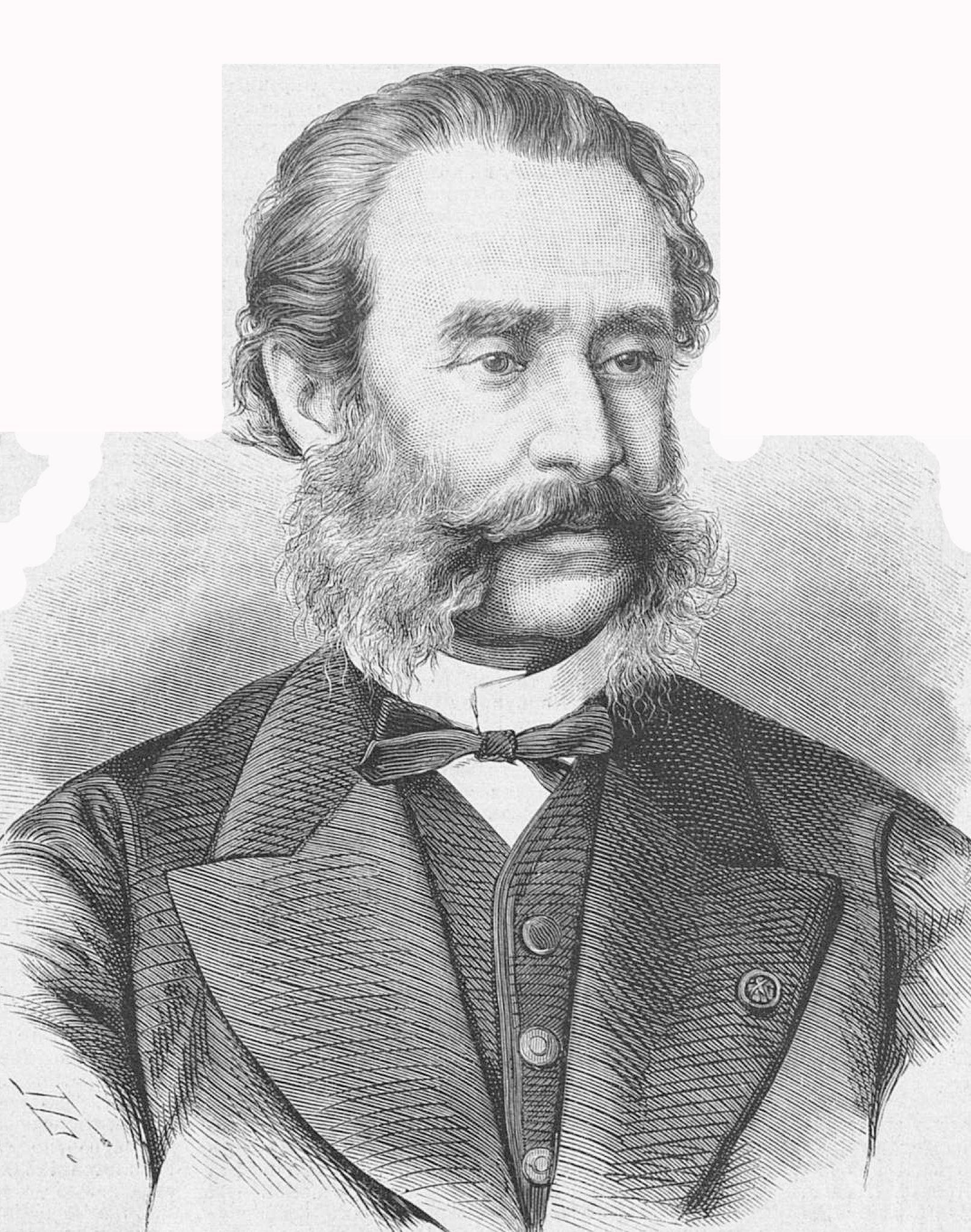
Ippolit Monighetti en 1878.
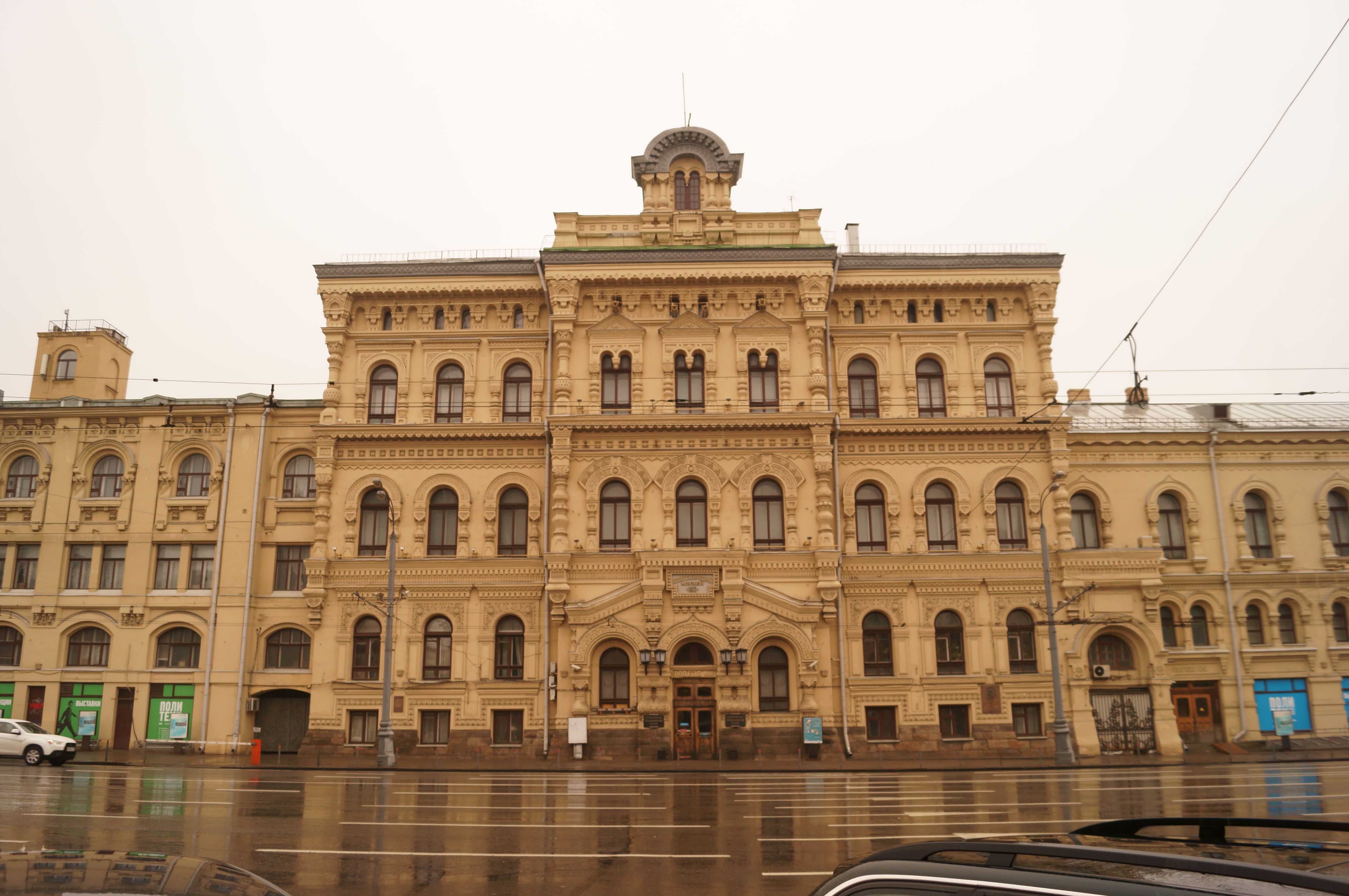
Le Musée Polytechnique, à Moscou.
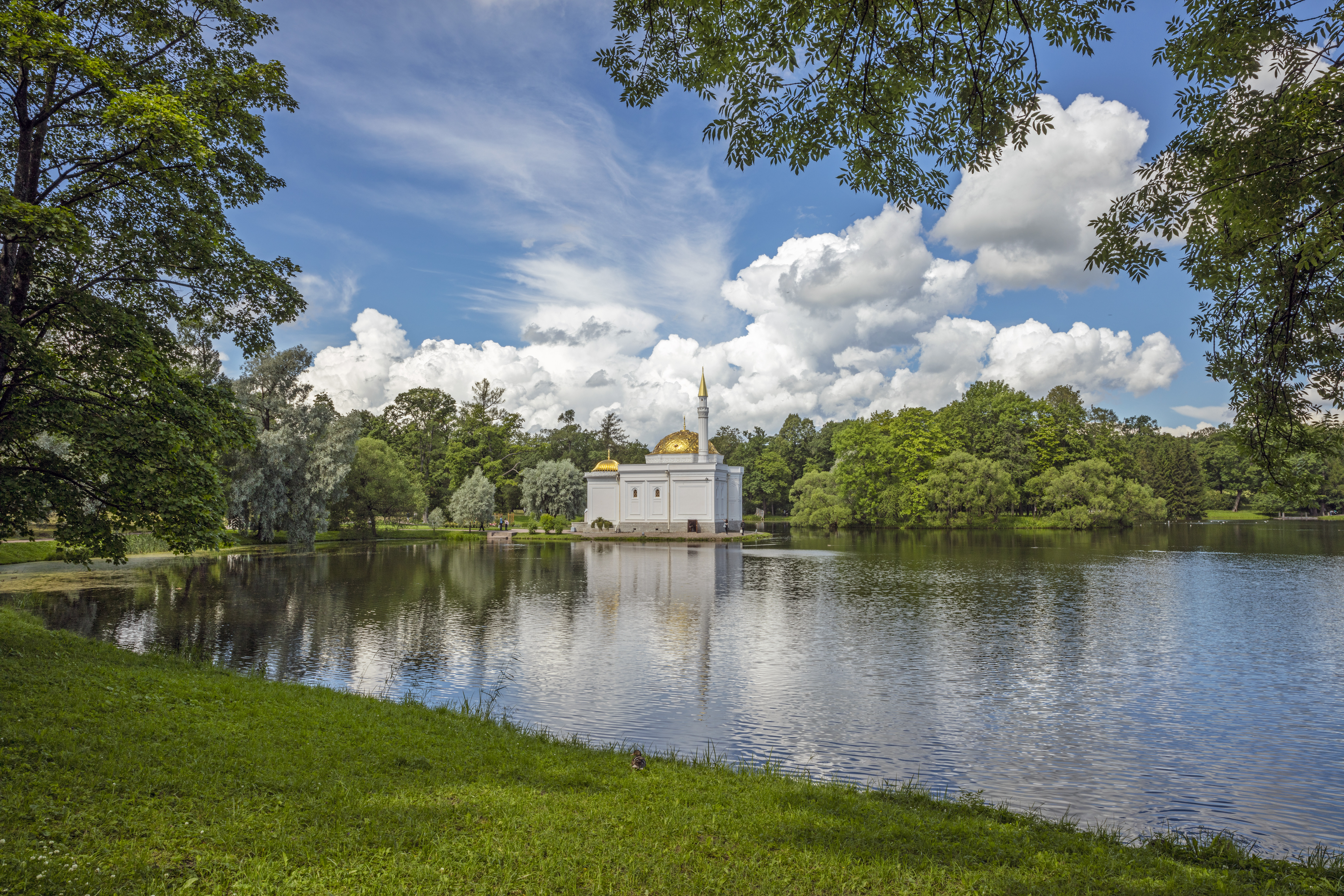
Les bains turcs à Tsarskoïe Selo.
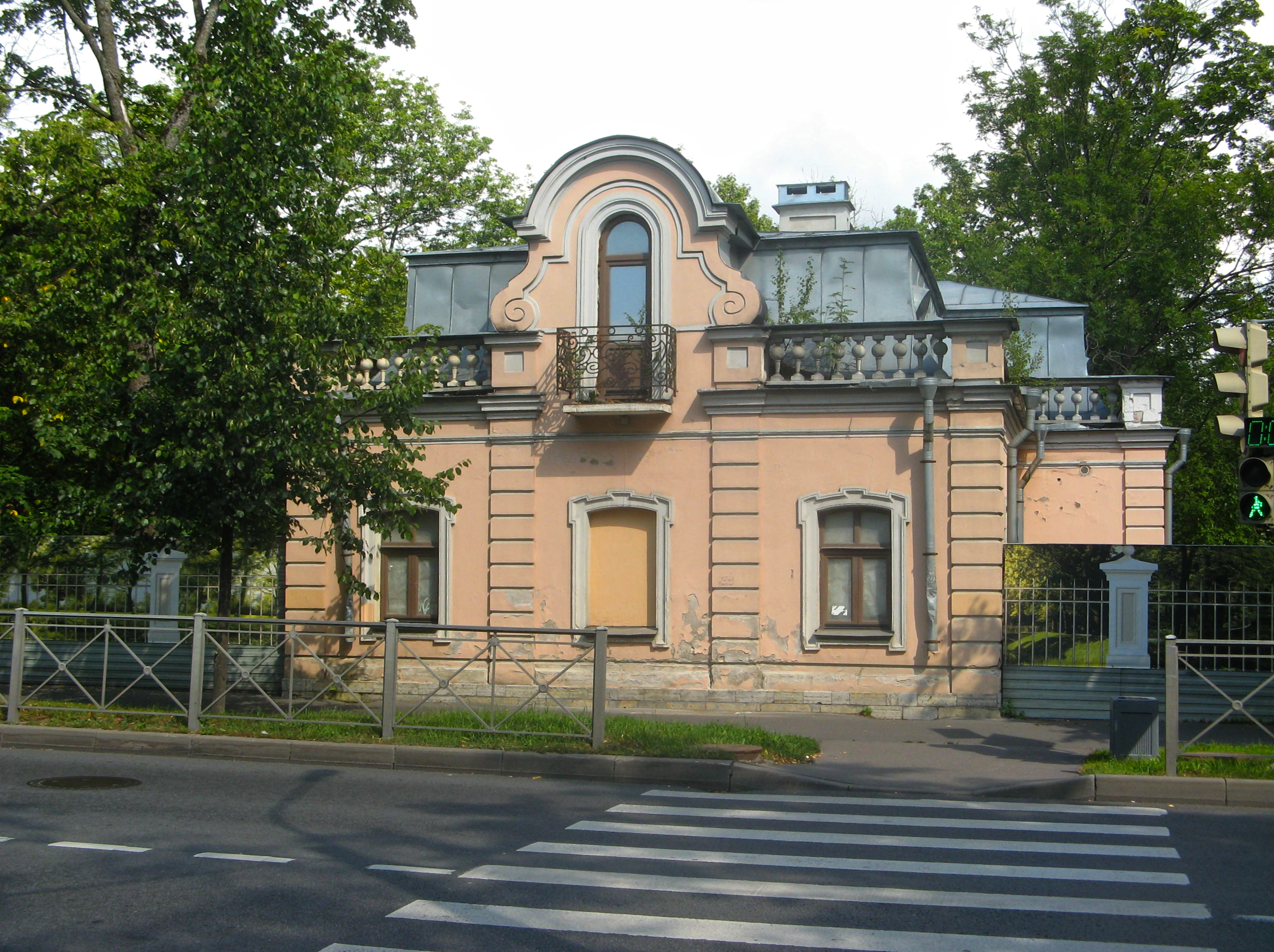
La villa Youssoupov.